# 孔雀唱片
孔雀唱片（英語：Peacock Records），全称佛山市顺德区孔雀廊娱乐唱片有限公司，是中华人民共和国一家唱片公司，位于广东省佛山市顺德区。孔雀唱片旗下拥有凤凰传奇、郑源、皆大欢喜（阿宝、王二妮）、王强等歌手。

## 历史
1996年，业务员出身的陈锦芳决定下海经商，与弟弟陈仁泰成立孔雀廊，代理影碟销售等业务。21世纪初，孔雀廊引进滚石、EMI、宝丽金、新艺宝、环球等海外唱片在中国大陆销售，约期满后开始自主制作音乐、包装艺人，2003年签约郑源，2004年签约凤凰传奇。除流行歌曲外，孔雀唱片也涉及粤剧曲目，到2007年时已买断广东、香港等地几乎所有粤剧团的优秀曲目，并自行录制、发行粤剧节目。